# Wolf! Wolf!
Wolf! Wolf! est un dessin animé de la série de Super-Souris réalisé par Mannie Davis et sorti en 1945.